# Spartina spartinae
Spartina spartinae är en gräsart som först beskrevs av Carl Bernhard von Trinius, och fick sitt nu gällande namn av Elmer Drew Merrill. Spartina spartinae ingår i släktet marskgräs, och familjen gräs. Inga underarter finns listade i Catalogue of Life.

## Bildgalleri